# Hans van Duyn
Hans van Duyn es un deportista neozelandés que compitió en judo. Ganó dos medallas en el Campeonato de Oceanía de Judo, en los años 1973 y 1975.

## Palmarés internacional
| Campeonato de Oceanía | Campeonato de Oceanía        | Campeonato de Oceanía | Campeonato de Oceanía |
| Año                   | Lugar                        | Medalla               | Categoría             |
| --------------------- | ---------------------------- | --------------------- | --------------------- |
| 1973                  | Sídney (Australia)           | Medalla de bronce     | +93 kg                |
| 1975                  | Christchurch (Nueva Zelanda) | Medalla de plata      | +93 kg                |